# Change (гурт)
Change — італо-американська пост-диско група, сформована в Болоньї, Італія, у 1979 році бізнесменом і виконавчим продюсером Жаком Фредом Петрусом (1948—1987) і Мауро Малавасі (нар. 1957). На них сильно вплинув диско-гурт Chic. Нинішня інкарнація групи утворилася в 2018 році.

## Кар'єра
На початку Change було створено на початку 1979 року як студійний гурт із постійним складом музикантів на чолі з бізнесменом і виконавчим продюсером Жаком Фредом Петрусом, а більшість пісень і продюсерів виконували Мауро Малавасі та Давід Романі.
Подвійна італійська та американська ідентичність гурту була результатом системи продюсування, у якій музика, за винятком вокалу, була написана та записана італійськими співавторами в таких студіях, як Fonoprint Studios, Болонья, Італія. Потім ці мінусовки було надіслано до США, де американські виконавці додали вокал, і зведені у остаточні версії у великих студіях, таких як Power Station у Нью-Йорку.

## Успіх
Дебютний альбом групи, The Glow of Love, був випущений на лейблі Рея Кавіано, RFC Records (розповсюджується Warner Bros.) у 1980 році. Він був створений невеликою командою авторів, до складу якої входили Романі, Малавасі, Паоло Джаноліо (провідний гітарист), Таняєт Віллоубі, Пол Слейд і Уейн Гарфілд. Першим синглом став «A Lover's Holiday», який розійшовся в мільйонний кінець, і в якому звучить рекламний стиль Закарі Сандерса, відомого на той час своєю роботою над Schoolhouse Rock. Наступні хіти з альбому, «Searching» і заголовна пісня, містять головний вокал Лютера Вандросса, який ще не став відомим. Три пісні разом встановили абсолютний рекорд, провівши дев'ять тижнів на першому місці в чарті Billboard Club Play Singles, цього достатньо, щоб зробити його диско-записом № 1 року та добре продаватися в США ' також потрапив до Pop Top 40 того літа. Успіх «Searching» і «The Glow of Love» зробив голос Лютера популярним і невдовзі призвів до успішної сольної кар'єри.

## Склад
Change була фактично студійною групою, що складалася з сесійних музикантів і основної групи співавторів на чолі з Жаком Фредом Петрусом і Мауро Малавазі. Після випуску The Glow of Love and Miracles Петрусь намагався надати групі більше іміджу та зібрав групу для просування та живих виступів. Цей другий склад був відносно стабільним і взяв участь у наступних чотирьох альбомах групи. Після їхнього останнього альбому відбулися тури та шоу, в яких брали участь музиканти та співаки, які носять назву Change.
Перший склад (1980—1981)
- Лютер Вандросс — вокал, бек-вокал[4]
- Джоселін Шоу — головний вокал[4]
- Krystal Davis — дует з Івонн Льюїс у «The Glow of Love» та бек-вокал, перший альбом
- Івонн Льюїс — Груповий вокал у «The Glow of Love»
- Денніс Коллінз — груповий вокал у «The Glow of Love», «Miracles» і «Sharing Your Love»
- Закарі Сондерс — груповий вокал у «The Glow of Love» та «A Lover's Holiday»
- Діва Грей — головний вокал
- Джеймс «Краб» Робінсон — головний вокал (1981)[4]
- Девід Романі — бас
- Паоло Джаноло — гітара
- Руді Тревізі — саксофон (1981)
- Док Пауелл — гітара
- Larry McRae — Bass (1981)
- Террі Сільверлайт — барабани
- Лено Рейес — барабани
- Onaje Allan Gumbs — Клавіатури
- Енді Шварц — клавішні
- Натаніель С. Харді молодший — Клавіатури
- Мауріціо Б'янкані — Синтезатор

Другий склад (1982—1985)
- Дебора Купер — головний вокал[4]
- Джеймс «Краб» Робінсон — головний вокал (1982–83)
- Рік Бреннан — головний вокал, перкусія (1983–85)
- Тіммі Аллен — бас, клавішні, синтезатор, бек-вокал
- Вінсент Генрі — гітара, саксофон
- Майкл Кемпбелл — гітара
- Джефф Бова — клавішні
- Роб Ейріс — фортепіано та синтезатор
- Тобі Джонсон — барабани (1983–84)
- Руді Тревізі — саксофон (1983)
- Бернард Девіс — барабани (1983)
- Керол Сілван — бек-вокал (1982—1983)
- Джон Адамс — музичний керівник, клавішні (1982—1983)
- Мері Сеймур — бек-вокал (1982—1983)

## Дискографія
Дискографія Change включає вісім студійних альбомів, дев'ять збірок і двадцять п'ять синглів.

### Альбоми
| 1980 рік                                                                            | The Glow of Love - Лейбли: RFC Records/ Warner Records   | 29  | 10 | 22 | —  | —  | - США: золото |
| 1981 рік                                                                            | Miracles - Лейбли: RFC/ Atlantic Records, WEA            | 46  | 9  | —  | —  | —  |               |
| 1982 рік                                                                            | Sharing Your Love - Лейбли: RFC/Atlantic, WEA            | 66  | 14 | —  | —  | —  |               |
| 1983 рік                                                                            | This Is Your Time - Лейбли: RFC/Atlantic, WEA            | 161 | 34 | —  | —  | —  |               |
| 1984 рік                                                                            | Change of Heart - Лейбли: RFC/Atlantic, WEA              | 102 | 15 | —  | 24 | 34 |               |
| 1985 рік                                                                            | Turn on Your Radio - Лейбли: Atlantic, Cooltempo Records | 208 | 64 | —  | —  | 39 |               |
| 2010 рік                                                                            | Change Your Mind - Лейбл: Fonte Records                  | —   | —  | —  | —  | —  |               |
| 2018 рік                                                                            | Love 4 Love - Лейбл: ODC Records                         | —   | —  | —  | —  | —  |               |
| «—» позначає запис, який не потрапив у чарти або не був випущений на цій території. |                                                          |     |    |    |    |    |               |

### Сингли
| 1980                                                                              | «A Lover's Holiday»                  | 40 | 4  | 1  | —  | —  | —  | 15 | 24 | 14 | The Glow of Love   |
| 1980                                                                              | «The Glow of Love»                   | —  | 49 | 1  | —  | —  | 2  | —  | —  | 14 | The Glow of Love   |
| 1980                                                                              | «Searching»                          | —  | 23 | 1  | —  | 22 | —  | —  | —  | 11 | The Glow of Love   |
| 1981                                                                              | «Paradise»                           | 80 | 7  | 1  | —  | —  | 47 | —  | —  | —  | Miracles           |
| 1981                                                                              | «Hold Tight»                         | 89 | 40 | 1  | —  | —  | —  | —  | —  | —  | Miracles           |
| 1981                                                                              | «Heaven of My Life»                  | —  | —  | 1  | —  | —  | —  | —  | —  | —  | Miracles           |
| 1981                                                                              | «Stop for Love» (UK only)            | —  | —  | —  | —  | —  | —  | —  | —  | —  | Miracles           |
| 1982                                                                              | «The Very Best in You»               | 84 | 16 | 30 | —  | —  | —  | —  | —  | —  | Sharing Your Love  |
| 1982                                                                              | «Oh What a Night»                    | —  | —  | —  | —  | —  | —  | —  | —  | —  | Sharing Your Love  |
| 1982                                                                              | «Hard Times (It's Gonna Be Alright)» | —  | 71 | —  | —  | —  | —  | —  | —  | —  | Sharing Your Love  |
| 1982                                                                              | «Sharing Your Love»                  | —  | —  | —  | —  | —  | —  | —  | —  | —  | Sharing Your Love  |
| 1982                                                                              | «Keep on It» (Italy only)            | —  | —  | —  | —  | —  | —  | —  | —  | —  | Sharing Your Love  |
| 1983                                                                              | «This Is Your Time»                  | —  | 33 | 39 | —  | —  | —  | —  | —  | —  | This Is Your Time  |
| 1983                                                                              | «Magical Night»                      | —  | —  | —  | 38 | —  | —  | —  | —  | —  | This Is Your Time  |
| 1983                                                                              | «Don't Wait Another Night»           | —  | 89 | —  | —  | —  | —  | —  | —  | —  | This Is Your Time  |
| 1983                                                                              | «Got to Get Up»                      | —  | —  | —  | —  | —  | —  | —  | —  | —  | This Is Your Time  |
| 1984                                                                              | «Change of Heart»                    | —  | 7  | 17 | 21 | 14 | —  | 17 | —  | 17 | Change of Heart    |
| 1984                                                                              | «It Burns Me Up»                     | —  | 61 | —  | —  | —  | —  | —  | —  | —  | Change of Heart    |
| 1984                                                                              | «You Are My Melody»                  | —  | —  | —  | —  | —  | —  | —  | —  | 48 | Change of Heart    |
| 1985                                                                              | «Say You Love Me Again»              | —  | —  | —  | —  | —  | —  | —  | —  | 94 | Change of Heart    |
| 1985                                                                              | «Let's Go Together»                  | 91 | 56 | 33 | —  | —  | —  | 42 | —  | 37 | Turn on Your Radio |
| 1985                                                                              | «Examination» (Italy only)           | —  | —  | —  | —  | —  | —  | —  | —  | —  | Turn on Your Radio |
| 1985                                                                              | «Oh What a Feeling»                  | —  | —  | —  | —  | —  | —  | —  | —  | 56 | Turn on Your Radio |
| 1985                                                                              | «Mutual Attraction»                  | —  | —  | —  | —  | —  | —  | —  | —  | 60 | Turn on Your Radio |
| 2018                                                                              | «Hit or Miss»                        | —  | —  | —  | —  | —  | —  | —  | —  | —  | Love 4 Love        |
| 2019                                                                              | «Love 4 Love»                        | —  | —  | —  | —  | —  | —  | —  | —  | —  | Love 4 Love        |
| «—» denotes a recording that did not chart or was not released in that territory. |                                      |    |    |    |    |    |    |    |    |    |                    |